# Daphrose Nyiramutuzo
Daphrose Nyiramutuzo (sinh ngày 1 tháng 9 năm 1972) là một vận động viên chạy cự ly trung bình ở Rwanda. Cô đã thi đấu ở nội dung 1500 mét nữ tại Thế vận hội Mùa hè 1988.